# Albéric O'Kelly de Galway
Albéric Joseph Rodolphe Marie Robert Ghislain O'Kelly de Galway (Anderlecht, 17 de maig de 1911 – Brussel·les, 3 d'octubre de 1980) fou un jugador d'escacs belga que tenia els títols de Gran Mestre des de 1956 i de Gran Mestre Internacional d'Escacs per Correspondència des de 1962. Fou el tercer Campió del Món de la ICCF en escacs per correspondència (1959–1962). Va ser també escriptor d'escacs.
O'Kelly de Galway obtingué el títol d'Àrbitre Internacional el 1962 i fou l'àrbitre principal dels matxs pel Campionat del Món entre Tigran Petrossian i Borís Spasski de 1966 i 1969. El 1974 va arbitrar el matx final de candidats entre Karpov i Korchnoi a Moscou.
O'Kelly de Galway parlava bé el francès, neerlandès, alemany, anglès, castellà, i rus, i també sabia una mica d'italià. Va publicar molts llibres i articles, sovint en llengües diferents del francès.
Era descendent de Carlemany.

## Resultats destacats en competició
O'Kelly de Galway va guanyar el Campionat de Bèlgica tretze cops entre els anys 1937 i 1959. Quedà primer al torneig de Beverwijk 1946. El 1947 va esdevenir un dels millors jugadors d'Europa, acabant primer al Zonal europeu de Hilversum, empatat amb Pirc a Teplice Sanov, i empatat al segon lloc a Venècia. L'any següent O'Kelly de Galway fou primer a São Paulo per davant d'Eliskases i Rossetto. Va obtenir el títol de Mestre Internacional (MI) el 1950, formant part del primer grup de jugadors als quals se'ls donava el títol. El 1951 fou primer a Dortmund. El 1961 fou primer al torneig round-robin d'Utrecht amb 6½/9, seguit de Karl Robatsch, segon amb 6 punts, i d'Arthur Bisguier i Aleksandar Matanović empatats al tercer i quart lloc amb 5½.

## Llegat
La Variant O'Kelly de la defensa siciliana: 1.e4 c5 2.Cf3 a6 rep aquest nom en honor seu.

## Llibres
- O'Kelly de Galway, Albéric. The Sicilian Flank Game (Najdorf Variation).  Batsford, 1969. ISBN 978-0-7134-0351-0.
- O'Kelly de Galway, Albéric. Assess Your Chess Fast: From Expert to Master.  Batsford, 1976. ISBN 978-0-7134-1055-6.
- O'Kelly de Galway, Albéric. Improve Your Chess Fast.  Batsford, 1978. ISBN 0-7134-1053-1.

## Partides notables
- Alberic O'Kelly de Galway vs Arnold Denker, Mar del Plata 1948, Spanish Game: Schliemann Defense, Dyckhoff Variation (C63), 1–0
- Christian Poulsen vs Alberic O'Kelly de Galway, Dubrovnik olm 1950, Sicilian Defense: O'Kelly Variation. Normal System (B28), 0–1
- Alberic O'Kelly de Galway vs Jonathan Penrose, Olympiad 1962, Sicilian Defense: Paulsen, Bastrikov Variation (B47), ½–½
- Robert James Fischer vs Alberic O'Kelly de Galway Havana CAP 1965, Spanish Game: Marshall Attack, Modern Variation (C89), ½–½